# Timbul Silaen
Timbul Silaen ist ein ehemaliger indonesischer Polizeioffizier. Die Polizei war zu dieser Zeit Teil des Militärs.

## Werdegang
Am 22. Juni 1998 wurde Timbul zum Polizeichef von Osttimor ernannt, das Indonesien als Timor Timur seit 1975 besetzt hielt. Zuvor war Timbul Assistentschef der Polizei in Sulawesi Tengah (Zentralsulawesi) und ernanntes Mitglied der Beratenden Volksversammlung (MPR) als Regionalvertreter. Als Polizeichef trug er die Verantwortung für die Sicherheit im Vorfeld des Unabhängigkeitsreferendum in Osttimor am 30. August 1999 bis zur Ausrufung des Kriegsrechts Anfang September 1999.
Mehrmals nahm Timbul an Treffen mit Militärs und pro-indonesischen Milizen teil, an denen die Gewalt im Umfeld des Referendums geplant wurde. Timbul ging auch nicht entschieden gegen die Gewalttäter vor. Einige Polizisten beteiligten sich an den Angriffen auf Zivilisten, so beim Kirchenmassaker von Liquiçá am 5. April und beim Kirchenmassaker von Suai am 9. September 1999. Die Zwangsevakuierung von 280.000 Osttimoresen, einem Viertel der Bevölkerung, nach Westtimor, nach dem Referendum wurde von der Polizei koordiniert. Am 9. und 10. Mai 1999 wurden in de Umgebung von Dili vier Unabhängigkeitsbefürworter bei Angriffen durch Milizen. Auch hier reagierte Timbul nicht und erklärte die Angriffe zu einfachen Kämpfen zwischen Osttimoresen. Am 24. Juli 1999 soll Timbul zusammen mit Tono Suratman bei einem Treffen mit Milizenführern eine Kampagne zur verbrannten Erde in Osttimor besprochen haben, falls das Referendum zugunsten der Unabhängigkeitsbewegung ausfiele. Polizei- und Militärpersonal wurden mit der „Unterstützung“ der Aitarak-Miliz beauftragt, die die zentrale und sichtbarste Rolle spielen sollte.
In einem Interview Mitte 1998 spielte Timbul die Gewalt gegen Zivilisten durch kriminelle Banden als „Ungezogenheiten“ runter. Als im April 1999 in Liquiçá Milizen Einwohner unter „Bedingungen wie in einem Konzentrationslager“ (Aussage von Journalisten) inhaftierten, unternahm Timbul nichts. Er erklärte: „Es werden höchstens 100 [Menschen festgehalten]“ und „sie gehören der Unabhängigkeitsbefürworter-Fraktion an.“ Das folgende Massaker in der Kirche, erklärte er als einfachen Kampf zwischen zwei Gruppen. Augenzeugenberichte, die von der Beteiligung von Soldaten und Polizisten sprachen, ignorierte Timbul. Im selben Monat verweigerte er der Suara Timor Timur (STT) eine Sicherheitsgarantie zu geben. Die einzige Zeitung in Osttimor war von den Milizen geschlossen worden. Timbul meinte dazu nur, ihm gefalle der Ton ihrer Berichterstattung nicht. Die Ernennung von Eurico Guterres zum Chef der Milizen in Dili im Juni 1999 kommentierte er mit den Worten „Wir haben noch keine Beweise dafür gefunden, dass Guterres und Sousa [an den jüngsten Morden] daran beteiligt waren“. Der Milizenführer Herminio da Costa erzählte dem Journalisten Allan Nairn, dass Timbul und Militärchef Tono Suratman den Milizionären seit Januar 1999 bei Angriffen auf Unabhängigkeitsaktivisten Straffreiheit gewährten. Gegen Gewalt durch Unabhängigkeitsbefürworter ging Timbul rigoros vor. Seine Tatenlosigkeit begründete Timbul oft mit der Gewalttätigkeit der Milizen, doch unterstanden ihm mit einer Verstärkung im Juni 1999 insgesamt 8000 Mann zu seiner Verfügung.
Als UN-Polizeikräfte (CivPol) zur Unterstützung der lokalen Polizei im Vorfeld des Referendums entsandt wurden, warnte Timbul davor, dass es zu „Missverständnissen“ kommen könnte, wenn die CivPol mit den Unabhängigkeitsbefürwortern sympathisieren sollten. Positiv ist Timbul die Rettung von Bischof Carlos Filipe Ximenes Belo zu werten, als Milizen die Bischofsresidenz angriffen. Polizisten flogen den Bischof mit einem Hubschrauber nach Baucau aus.
Nach dem Referendum, das zum Abzug der Indonesier aus Osttimor nach einer letzten Gewaltwelle führte, wurde Timbul vom Oberst zum Brigadegeneral befördert und wurde Chef der polizeilichen Antikorruptionstruppe im Landeshauptquartier. Danach wurde er Chef der Anti-Drogen-Einheit. Im Februar 2002 wurde er einem Spezialteam zugeteilt, um Tommy Suharto, den flüchtigen Sohn von Präsident Suharto aufzuspüren, was aber nicht gelang. Im November 2003 wurde Timbul zum Ein-Stern-General befördert und Sicherheitsassistent des nationalen Polizeichefs Dai Bachtiar. 2003 wurde Timbul zum Chef der Polizei Westneuguineas ernannt.